# Разбојна
Разбојна је насеље у Србији у општини Брус у Расинском округу. Према попису из 2022. било је 333 становника (према попису из 1991. било је 564 становника).
Код Разбојне се река Блаташница улива у Расину.

## Демографија
У насељу Разбојна живи 394 пунолетна становника, а просечна старост становништва износи 43,2 година (42,7 код мушкараца и 43,6 код жена). У насељу има 141 домаћинство, а просечан број чланова по домаћинству је 3,40.
Ово насеље је великим делом насељено Србима (према попису из 2002. године), а у последња три пописа, примећен је пад у броју становника.
|  |

| Демографија | Демографија | Демографија |
| Година      | Становника  | Становника  |
| ----------- | ----------- | ----------- |
| 1948.       | 638         |             |
| 1953.       | 678         |             |
| 1961.       | 681         |             |
| 1971.       | 597         |             |
| 1981.       | 578         |             |
| 1991.       | 564         | 537         |
| 2002.       | 479         | 561         |

| Етнички састав према попису из 2002.‍ | Етнички састав према попису из 2002.‍ | Етнички састав према попису из 2002.‍ | Етнички састав према попису из 2002.‍ | Етнички састав према попису из 2002.‍ |
| ------------------------------------ | ------------------------------------ | ------------------------------------ | ------------------------------------ | ------------------------------------ |
|                                      |                                      |                                      |                                      |                                      |
| Срби                                 | Срби                                 |                                      | 468                                  | 97,70%                               |
| Роми                                 | Роми                                 |                                      | 8                                    | 1,67%                                |
| Хрвати                               | Хрвати                               |                                      | 2                                    | 0,41%                                |
| непознато                            | непознато                            |                                      | 1                                    | 0,20%                                |

| Година пописа     | 1948. | 1953. | 1961. | 1971. | 1981. | 1991. | 2002. |
| ----------------- | ----- | ----- | ----- | ----- | ----- | ----- | ----- |
| Број домаћинстава | 99    | 108   | 144   | 143   | 158   | 156   | 141   |

| Број чланова      | 1  | 2  | 3  | 4  | 5  | 6  | 7 | 8 | 9 | 10 и више | Просек |
| ----------------- | -- | -- | -- | -- | -- | -- | - | - | - | --------- | ------ |
| Број домаћинстава | 28 | 28 | 20 | 27 | 18 | 10 | 6 | 2 | 1 | 1         | 3,40   |

| Пол    | Укупно | Неожењен/Неудата | Ожењен/Удата | Удовац/Удовица | Разведен/Разведена | Непознато |
| ------ | ------ | ---------------- | ------------ | -------------- | ------------------ | --------- |
| Мушки  | 197    | 43               | 131          | 21             | 2                  | 0         |
| Женски | 210    | 40               | 131          | 35             | 4                  | 0         |
| УКУПНО | 407    | 83               | 262          | 56             | 6                  | 0         |

| Пол    | Укупно                    | Пољопривреда, лов и шумарство | Рибарство                            | Вађење руде и камена | Прерађивачка индустрија       |
| ------ | ------------------------- | ----------------------------- | ------------------------------------ | -------------------- | ----------------------------- |
| Мушки  | 100                       | 45                            | 0                                    | 0                    | 18                            |
| Женски | 68                        | 34                            | 0                                    | 0                    | 5                             |
| УКУПНО | 168                       | 79                            | 0                                    | 0                    | 23                            |
| Пол    | Производња и снабдевање   | Грађевинарство                | Трговина                             | Хотели и ресторани   | Саобраћај, складиштење и везе |
| Мушки  | 0                         | 2                             | 11                                   | 1                    | 4                             |
| Женски | 0                         | 0                             | 6                                    | 1                    | 3                             |
| УКУПНО | 0                         | 2                             | 17                                   | 2                    | 7                             |
| Пол    | Финансијско посредовање   | Некретнине                    | Државна управа и одбрана             | Образовање           | Здравствени и социјални рад   |
| Мушки  | 0                         | 0                             | 0                                    | 8                    | 6                             |
| Женски | 0                         | 0                             | 0                                    | 11                   | 1                             |
| УКУПНО | 0                         | 0                             | 0                                    | 19                   | 7                             |
| Пол    | Остале услужне активности | Приватна домаћинства          | Екстериторијалне организације и тела | Непознато            | Непознато                     |
| Мушки  | 2                         | 0                             | 0                                    | 3                    | 3                             |
| Женски | 1                         | 1                             | 0                                    | 5                    | 5                             |
| УКУПНО | 3                         | 1                             | 0                                    | 8                    | 8                             |